# Ocotea amplifolia
Ocotea amplifolia  es una especie de planta en la familia Lauraceae. Es un árbol o arbusto endémico de Guatemala que fue únicamente registrado en el departamento de Quiché.